# ديور سالم (الحديدة)
ديور سالم هي إحدى قرى مديرية باجل، التابعة لمحافظة الحديدة اليمنية، بلغ تعداد سكانها 2072 نسمة حسب الإحصاء الذي أجري عام 2004.